# Anthony Davidson
Pour les articles homonymes, voir Davidson.
Anthony Davidson, né le 18 avril 1979 à Hemel Hempstead (Angleterre), est un pilote automobile britannique. Pilote essayeur de 2002 à 2006 pour le compte de l'écurie Honda (anciennement BAR-Honda), il a également été en 2007 et en 2008 l'un des deux pilotes de l'équipe Super Aguri Formula 1 Team-Honda, aux côtés de Takuma Satō.
En 2014, il remporte le championnat du monde d'endurance WEC en compagnie de Sébastien Buemi pour le compte du Toyota Motorsport GmbH.

## Biographie

### Les débuts
Pilote de karting depuis l'âge de 8 ans, Anthony Davidson commence sa carrière en sport automobile en 1999, dans le championnat britannique de Formule Ford. Révélé en 2001 grâce à sa deuxième place dans le championnat de Grande-Bretagne de Formule 3 derrière son coéquipier Takuma Satō et une victoire notamment au Grand Prix de Pau après avoir obtenu la pole position. Il devient l'année suivante pilote essayeur pour le compte de l'écurie BAR-Honda.

### Premiers Grands Prix: 2002-2005
Il dispute ses deux premiers Grand Prix de Formule 1 (en Hongrie, puis en Belgique) au volant d'une Scuderia Minardi, en remplacement d'Alex Yoong, temporairement mis à pied. Même s'il termine ces deux courses dans le bac à gravier, son rythme en course laisse une impression positive aux observateurs.
Après une saison 2003 discrète (le retour de Satō chez BAR-Honda en qualité de pilote essayeur l'ayant marginalisé), il refait parler de lui en 2004 en pilotant la BAR lors des essais libres du vendredi et qu'il réalise régulièrement les meilleurs temps du plateau. Ces performances sont néanmoins à relativiser dans la mesure où les pilotes essayeurs, contrairement aux titulaires, ne sont pas soumis aux restrictions liées à l'usage des pneus ou du moteur.

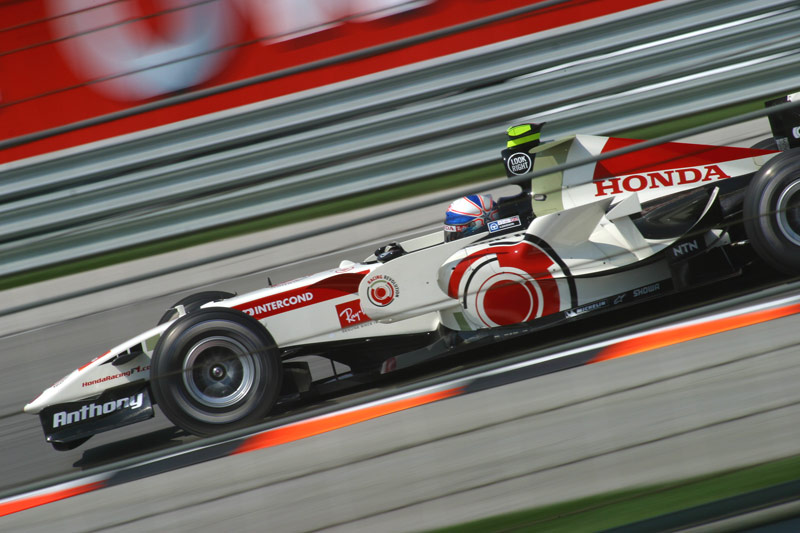
Davidson sur la Honda lors des essais libres du GP des États-Unis 2006.

Malgré des contacts avec Williams qui souhaitait le récupérer en dédommagement du premier Button-Gate, Davidson reste chez BAR-Honda en 2005. il dispute son troisième Grand Prix de Formule 1 lorsqu'il est appelé pour remplacer Takuma Satō, malade, à la veille du Grand Prix de Malaisie. Sa course s'achève dès le deuxième tour en raison d'une casse moteur. Le rachat total de BAR-Honda par Honda ne change pas le statut de Davidson, qui reste en 2006 le troisième pilote de l'écurie, et qui comme en 2004, a l'occasion de se mettre en évidence lors des essais libres du vendredi.

### Deuxième pilote chez Super Aguri (2007-2008)
En 2007, et après cinq années dans l'ombre, Davidson est titularisé et devient l'équipier de Takuma Satō chez Super Aguri F1. Davidson réalise une saison correcte en se montrant régulier et en faisant jeu égal avec Satō. Toutefois, contrairement à son coéquipier, il n'inscrit aucun point durant la saison. Toujours au sein de la petite écurie japonaise en 2008, sa saison s'arrête après la quatrième course en même temps que son écurie, contrainte de mettre un terme à son activité en Formule 1 en raison de graves difficultés financières. Davidson côtoyait jusqu'alors les fonds de grille avec son coéquipier.

### Pilote essayeur Brawn GP (2009)
En 2009, Davidson est pris comme deuxième pilote d'essai chez la nouvelle écurie Brawn GP.

### Endurance (2010-)
Pilote chez Peugeot, il s'impose dès la première course au volant de sa 908, aux 12 heures de Sebring en équipage avec Marc Gené et Alexander Wurz. En Intercontinental Le Mans Cup, il remporte l'épreuve de Silverstone en 2010 et les courses de Spa, Imola et Zhuhai en 2011.
En 2012, pour les 24 heures du Mans, il pilote pour Toyota Motorsport GmbH en endurance avec Sébastien Buemi et Stéphane Sarrazin. Durant l'épreuve, il est accroché par un pilote à qui il prend un tour et est victime d'une violente sortie de piste dont il sort avec deux vertèbres cassées.
En 2014, il remporte le championnat du monde d'endurance WEC en compagnie de Sébastien Buemi pour le compte du Toyota Motorsport GmbH.

### Divers
Il a contribué à l'élaboration des jeux F1 2009, F1 2010, F1 2011 et F1 2012 réalisés par Codemasters.

## Résultats en championnat du monde de Formule 1
| Saison | Écurie                     | Châssis | Moteur       | Pneus       | GP disputés | Points inscrits | Classement |
| ------ | -------------------------- | ------- | ------------ | ----------- | ----------- | --------------- | ---------- |
| 2002   | KL Minardi Asiatech        | PS02    | Asiatech V10 | Michelin    | 2           | 0               | n.c.       |
| 2005   | Lucky Strike BAR Honda     | 007     | Honda V10    | Michelin    | 1           | 0               | n.c.       |
| 2007   | Super Aguri Formula 1 Team | SA07    | Honda V8     | Bridgestone | 17          | 0               | n.c.       |
| 2008   | Super Aguri Formula 1 Team | SA08A   | Honda V8     | Bridgestone | 4           | 0               | n.c.       |

## Résultats aux 24 Heures du Mans
| Année | Voiture                   | Équipe                 | Équipiers                           | Résultat |
| ----- | ------------------------- | ---------------------- | ----------------------------------- | -------- |
| 2003  | Ferrari 550 Maranello GTS | Veloqx Prodrive Racing | Kelvin Burt / Darren Turner         | Abandon  |
| 2009  | Lola B09/60-Aston Martin  | Aston Martin Racing    | Darren Turner / Jos Verstappen      | 13e      |
| 2010  | Peugeot 908 HDi FAP       | Team Peugeot Total     | Marc Gené / Alexander Wurz          | Abandon  |
| 2011  | Peugeot 908               | Peugeot Sport Total    | Marc Gené / Alexander Wurz          | 4e       |
| 2012  | Toyota TS030 Hybrid       | Toyota Racing          | Stéphane Sarrazin / Sébastien Buemi | Abandon  |
| 2013  | Toyota TS030 Hybrid       | Toyota Racing          | Stéphane Sarrazin / Sébastien Buemi | 2e       |
| 2014  | Toyota TS040 Hybrid       | Toyota Racing          | Sébastien Buemi / Nicolas Lapierre  | 3e       |
| 2015  | Toyota TS040 Hybrid       | Toyota Racing          | Sébastien Buemi / Kazuki Nakajima   | 8e       |
| 2019  | Oreca 07                  | DragonSpeed            | Roberto González / Pastor Maldonado | Abandon  |